# Aimee Mann
Aimee Mann (ur. 8 września 1960 w Richmond w Wirginii) – amerykańska gitarzystka rockowa, basistka, piosenkarka. Była wokalistką amerykańskiego zespołu ’Til Tuesday.